# Itapira
Itapira (anteriormente chamada de Penha do Rio do Peixe) é um município brasileiro do estado de São Paulo. Localiza-se a uma latitude 22º26'00" sul e a uma longitude 46º49'18" oeste, estando a uma altitude de 643 metros. Sua população, conforme estimativas do IBGE de 2018, era de 74 299 habitantes e conforme o PNUD, seu IDH é considerado médio, sendo 213º maior do Estado e 703º maior do país. O município é formado pela sede e pelos distritos de Barão Ataliba Nogueira e Eleutério.

## Toponímia
A palavra "Itapira" tem origem no tupi antigo e significa "pedra erguida", por meio da composição entre os termo itá, "pedra", e byra, "erguido".

## História
A partir do século XVIII, já existiam alguns moradores na região, cujos descendentes chegariam a se destacar no primeiro quartel do século XIX, através das figuras de dois cidadãos: João Gonçalves de Morais e Manuel Pereira da Silva, aclamados os fundadores da primitiva Itapira, cujo primeiro nome foi "Macuco”. João Gonçalves de Morais, possuindo vasta porção de terras na localidade, fez doação de uma parte delas para a igreja católica. Doou, também, uma imagem de Nossa Senhora da Penha, que recebera de herança de seus pais, para a população venerar como padroeira do lugar, a qual foi colocada em uma capelinha construída de pau a pique e inaugurada a 19 de março de 1821, quando o capelão padre Antônio de Araújo Ferraz celebrou a primeira missa. É registrado que, a 24 de outubro de 1820, teve início a derrubada de um capão de mato, no alto do espigão das terras de Morais, para ali ser erguida a capelinha. João Gonçalves de Morais foi casado com Maria Alves Leme, que lhe deu quatro filhos: Pedro, Manuel, Antônio e Francisco. Não há registros certos das datas de seu nascimento e de sua morte.
Manuel Pereira, pessoa de confiança de João Gonçalves de Morais, foi o cofundador de Itapira. Sendo, ainda, o "primeiro protetor e procurador" da imagem da padroeira Nossa Senhora da Penha, conforme um documento deixado pelo próprio João Gonçalves de Morais. Também era proprietário de grande área de terras e deixou numerosa descendência. Seu pai (ou avô) parece ter se chamado Manuel Pereira Velho. Consta, ainda, que se casou duas vezes, a primeira com Maria Antônia Pereira da Silva e a segunda com Maria Isabel Pereira da Silva. Também não há dados concretos sobre as datas de seu nascimento e morte.
Logo, a evolução de Macuco teria um marco: a chegada do rico fazendeiro João Baptista de Araújo Cintra em 1840. A ele, membro de tradicional e abastada família de fazendeiros nas cidades de Atibaia, Bragança Paulista e Amparo, se deve a abertura de fazendas e início da cultura de café, além da construção da câmara, da cadeia e de uma igreja matriz de grande porte, templo que serviu à população durante um século, até 1955, quando foi demolida. Pelo seu pioneirismo, foi agraciado com o título de comendador da Imperial Ordem da Rosa. Recebeu o imperador D. Pedro II e a imperatriz Teresa Cristina, em sua residência, quando o monarca esteve na cidade em 27 de outubro de 1886. O comendador João Cintra, nascido em Atibaia em 1805, era filho do alferes Jacinto José de Araújo Cintra e de Maria Francisca Cardoso, tendo se casado em 1828 com sua sobrinha Maria Jacinta de Araújo Cintra. Morreu em Itapira com avançada idade, antes do fim do século, deixando numerosa descendência.
Outra data expressiva é a de 8 de fevereiro de 1847, quando, pela lei Provincial nº1, sancionada pelo presidente da província de São Paulo, Manuel da Fonseca Lima e Silva, foi elevada a freguesia a até então capela Curada de Nossa Senhora da Penha. Em 1858, foi assinada, pelo presidente da província de São Paulo, José Joaquim Torres, a lei nº 4, criando a vila de Nossa Senhora da Penha, cuja instalação solene se deu a 20 de setembro desse mesmo ano, juntamente com a posse dos primeiros vereadores, os quais haviam sido eleitos a 7 de setembro, sendo o primeiro presidente da câmara o tenente-coronel Francisco Lourenço Cintra.
Em 20 de abril de 1871, a lei Provincial nº41 deu a denominação de Penha do Rio do Peixe à localidade, ainda vila de Nossa Senhora da Penha. Com essa lei, o governo da província atendeu a um pedido da câmara. Através da portaria assinada pelo presidente da província, conselheiro Laurindo Abelardo de Brito, datada de 17 de outubro de 1879, a vila da Penha do Rio do Peixe foi elevada a categoria de termo, sendo criado o foro civil e conselho de jurados, cuja instalação se deu a 8 de novembro. Mais tarde, em 1881, a 7 de abril daquele ano, tomou posse, na presidência da província de São Paulo, o senador do império Florêncio de Abreu, autoridade a quem coube dar aos habitantes da vila da Penha à categoria de cidade. O pedido feito pela câmara foi justificado sob a alegação de que a vila possuía uma boa matriz, uma excelente cadeia e casa de câmara e uma população de mais de 7 000 almas. A 27 de junho desse mesmo ano, o decreto elevando a vila da Penha do Rio do Peixe foi assinado por Florêncio de Abreu.
Em 11 de fevereiro de 1888, os fazendeiros escravocratas locais, irados com a atuação do delegado de polícia Joaquim Firmino de Araújo Cunha, que aderiu ao movimento abolicionista dando proteção aos escravos que fugiam dos seus senhores, culminaram com o assassinato da autoridade policial. Esse lamentável ocorrido teve grande repercussão em todo o Brasil, fazendo com que a intendência Municipal solicitasse ao governador do estado, Prudente de Morais, que mudasse o nome da cidade, a fim de que, com o passar do tempo, caísse no esquecimento o lastimável ocorrido. Assim, através do decreto nº 40, de 1 de abril de 1890, a cidade de Penha do Rio do Peixe passou a chamar-se Itapira. Um pouco mais tarde, foi criada a comarca de Itapira. O governo de São Paulo tinha à sua frente o doutor Bernardino de Campos quando se fez uma revisão judiciária do estado, criando-se 25 novas comarcas, incluindo-se, entre elas, a de Itapira, através da lei nº80, de 25 de agosto de 1892, sendo instalada a 8 de outubro do mesmo ano, pelo juiz de direito José Maria Bourrol.
O significado da palavra Itapira, segundo o dicionário geográfico da província de São Paulo, de João Mendes Caldeira, está assim explicado: Ita (pedra, morro) pira (ponta, penhasco, isto é, ponta de pedra ou pedra pontiaguda).

### "Cidade dos loucos"
O município de Itapira é apelidado de "cidade dos loucos" porque nela se encontram três grandes hospitais psiquiátricos, sendo um deles um dos maiores em tamanho de todas as Américas e do mundo, o Instituto Bairral de Psiquiatria, com mais de setenta anos de tradição, indo desde o centro até o limite da cidade (por vezes chamam o instituto de "cidade psiquiátrica"), a Clínica de Repouso Santa Fé, mundialmente famosa pela introdução e utilização de conceitos inovadores na psiquiatria moderna. Existia ainda a clínica Cristália, localizada na estrada Itapira - Lindoia, fechada em 2015. Devido a isso, a cidade de Itapira é conhecida como polo do tratamento psiquiátrico, reunindo os maiores profissionais da área nas duas instituições.

## Geografia
- Índice pluviométrico: 1 600 mm/ano
- Solos predominantes: latossolo e argissolo

### Clima
Segundo dados do Instituto Nacional de Meteorologia (INMET), a temperatura mínima registrada em Itapira foi de 3,7 °C, ocorrida no dia 16 de agosto de 2010. Já a máxima foi de 39,9 °C, observada dia 1 de Outubro de 2020. O maior acumulado de chuva registrado na cidade em 24 horas foi de 144,0 mm, em 12 de março de 1982.

### Hidrografia
- Rio Eleutério
- Rio Mogi Guaçu;
- Rio do Peixe (afluente do rio Mojiguaçu);
- Rio Manso;
- Ribeirão da Penha.

### Rodovias
- SP-147 - Engenheiro João Tosello - Ligação entre Itapira e Circuito das Águas e Mogi-Mirim
- SP-352 - Comendador Virgolino de Oliveira - Ligação entre Itapira e Sul de Minas
- Rodovia Vicinal "Antonio Joaquim de Moura Andrade" - Ligação entre Itapira e Mogi Guaçu
- Estrada Velha - Ligação entre Itapira e Mogi Mirim (estrada antiga)

## Demografia

### Dados demográficos
Dados do Censo - 2010
População total: 68.365 hab. Censo IBGE/2010 Densidade demográfica (hab./km²): 0,13
Dados do Censo - 2000
População total: 63 377
- Urbana: 58 042
- Rural: 5 335
- Homens: 31 747
- Mulheres: 31 630

Densidade demográfica (hab./km²): 122,47
Mortalidade infantil até um ano (por mil): 16,79
Expectativa de vida (anos): 70,74
Taxa de fecundidade (filhos por mulher): 1,90
Taxa de alfabetização: 90,22%
Índice de Desenvolvimento Humano (IDH-M): 0,794
- IDH-M Renda: 0,755
- IDH-M Longevidade: 0,762
- IDH-M Educação: 0,864

(Fonte: IPEADATA)
Dados da Firjan - 2014
IDH: 0,851 63º no ranking nacional
(Fonte: Firjan)

## Política e administração
- Prefeito:  Antônio Hélio Nicolai (2025-2028)
- Vice-prefeito: Mario da Fonseca (2025-2028)
- Presidente da câmara: Elizabeth Donisete Manoel (2021/2022)

### Período Imperial
| Nº | NOME                                  | INÍCIO | FINAL |
| -- | ------------------------------------- | ------ | ----- |
| 01 | Francisco Lourenço Cintra             | 1858   | 1868  |
| 02 | Joaquim Floriano de Araújo Cintra     | 1869   | 1872  |
| 03 | cap. João Baptista Cintra             | 1873   | 1876  |
| 04 | Joaquim Floriano de Araújo Cintra     | 1877   | 1880  |
| 05 | major José Augusto de Araújo Cintra   | 1881   | 1881  |
| 06 | Antonio Jose Villas Bôas              | 1882   | 1883  |
| 07 | Albano Leite da Cunha Canto           | 1884   | 1886  |
| 08 | José Joaquim de Moraes                | 1887   | 1890  |
| 09 | João Jackson Klink                    | 1890   | 1891  |
| 10 | João Manoel Pereira de Oliveira       | 1891   | 1891  |
| 11 | Francisco de Oliveira Rocha           | 1892   | 1892  |
| 12 | Francisco Ferreira de Mesquita Junior | 1892   | 1892  |

### Período Republicano
| Nº | NOME                                              | ELEIÇÃO                                   | INÍCIO | FINAL |
| -- | ------------------------------------------------- | ----------------------------------------- | ------ | ----- |
| 01 | Bento Inácio de Alvarenga Cunha                   | Indicado para o Cargo                     | 1892   | 1892  |
| 02 | Bento José de Oliveira Rocha                      | Indicado para o Cargo                     | 1893   | 1901  |
| 03 | Jacinto Franklin da Cunha Alvarenga               | Indicado para o Cargo                     | 1902   | 1905  |
| 04 | João Ribeiro Pereira da Cruz                      | Indicado para o Cargo                     | 1905   | 1905  |
| 05 | José Alvin da Cunha                               | Indicado para o Cargo                     | 1906   | 1907  |
| 06 | Major Francisco Octaviano de Vasconcellos Tavares | Indicado para o Cargo                     | 1908   | 1909  |
| 07 | Francisco Vieira                                  | Indicado para o Cargo                     | 1910   | 1923  |
| 08 | João Manoel Pereira de Oliveira                   | Indicado para o Cargo                     | 1924   | 1929  |
| 09 | João Ribeiro Pereira da Cruz                      | Indicado para o Cargo                     | 1930   | 1931  |
| 10 | João Manoel Pereira de Oliveira                   | Indicado para o Cargo                     | 1932   | 1932  |
| 11 | Cel. Oscar Mascaranhas                            | Nomeado Prefeito Militar                  | 1932   | 1932  |
| 12 | João Moro                                         | Indicado pelos militares                  | 1932   | 1932  |
| 13 | Capitão Francisco Rocha                           | Indicado para o Cargo                     | 1933   | 1934  |
| 14 | Anacleto de Magalhães Pereira                     | Indicado para o Cargo                     | 1935   | 1936  |
| 15 | Caio Pereira da Silva                             | Assumiu enquanto Secretário da Prefeitura | 1936   | 1938  |

| Nº | NOME                          | ELEIÇÃO                                                                       | INÍCIO | FINAL |
| -- | ----------------------------- | ----------------------------------------------------------------------------- | ------ | ----- |
| 01 | Caetano Munhoz                | Eleito Prefeito Municipal                                                     | 1938   | 1942  |
| 02 | Hortêncio Pereira da Silva    | Indicado para o Cargo                                                         | 1942   | 1945  |
| 03 | Dimas Rodrigues de Almeida    | Indicado para o Cargo (Juíz de Direito)                                       | 1945   | 1945  |
| 04 | Antônio Serra                 | Assumiu enquanto Presidente da Camara Municipal                               | 1945   | 1946  |
| 05 | Mário da Fonseca Filho        | Assumiu enquanto Secretário da Prefeitura                                     | 1947   | 1948  |
| 06 | Capitão Francisco Rocha       | Indicado para o Cargo                                                         | 1948   | 1949  |
| 07 | Virgolino de Oliveira         | Indicado para o Cargo                                                         | 1949   | 1951  |
| 08 | Achiles Galdi                 | Assumiu enquanto Vice-Prefeito                                                | 1949   | 1949  |
| 09 | José de Souza Ferreira        | Assumiu enquanto Presidente da Camara Municipal                               | 1950   | 1951  |
| 10 | Marcelo Avancini              | Assumiu enquanto Presidente da Camara Municipal                               | 1951   | 1951  |
| 11 | Antônio Caio                  | Eleito Prefeito Municipal                                                     | 1952   | 1955  |
| 12 | Caetano Munhoz                | Eleito Prefeito Municipal                                                     | 1956   | 1959  |
| 13 | Antônio Caio                  | Eleito Prefeito Municipal (morto em 1962 vítima de acidente aéreo)            | 1960   | 1963  |
| 14 | Palmiro Raymonti              | Assumiu enquanto Vice-Prefeito (faleceu a 9 de Março de 1963)                 | 1962   | 1963  |
| 15 | Wilson Victor dos Santos      | Eleito Prefeito Municipal pela Câmara Municipal (faleceu em setembro de 1963) | 1963   | 1963  |
| 16 | Cezefredo Fecci               | Assumiu enquanto Presidente da Camara (faleceu no final de 1963)              | 1963   | 1963  |
| 17 | Cesar Bianchi                 | Assumiu enquanto Presidente da Camara Municipal                               | 1963   | 1963  |
| 18 | Benedito Alves de Lima        | Eleito Prefeito Municipal                                                     | 1964   | 1968  |
| 19 | Alcides de Oliveira           | Assumiu enquanto Vice-Prefeito                                                | 1965   | 1966  |
| 20 | Orestes de Jácomo             | Assumiu enquanto Presidente da Camara Municipal                               | 1968   | 1968  |
| 21 | Alcides de Oliveira           | Assumiu enquanto Vice-Prefeito                                                | 1968   | 1969  |
| 22 | Hélio Pegorari                | Eleito Prefeito Municipal                                                     | 1969   | 1973  |
| 23 | Fernando Serra                | Assumiu enquanto Vice-Prefeito                                                | 1970   | 1971  |
| 24 | Alcides de Oliveira           | Eleito Prefeito Municipal                                                     | 1973   | 1976  |
| 25 | José Antônio de Barros Munhoz | Eleito Prefeito Municipal                                                     | 1977   | 1983  |
| 26 | David Moro Filho              | Eleito Prefeito Municipal                                                     | 1984   | 1988  |
| 27 | Orlando Dini                  | Assumiu enquanto Vice-Prefeito                                                | 1986   | 1988  |
| 28 | José Roberto de Barros Munhoz | Eleito Prefeito Municipal                                                     | 1989   | 1992  |
| 29 | Vladimir Siqueira             | Assumiu enquanto Vice-Prefeito                                                | 1992   | 1992  |
| 30 | David Moro Filho              | Eleito Prefeito Municipal                                                     | 1993   | 1994  |
| 31 | José Casemiro Rodrigues       | Eleito Prefeito Municipal                                                     | 1994   | 1996  |
| 32 | Antônio Orcini                | Assumiu enquanto Presidente da Camara Municipal                               | 1995   | 1996  |
| 34 | José Francisco Martins        | Assumiu enquanto Presidente da Camara Municipal                               | 1996   | 1996  |
| 33 | José Antônio de Barros Munhoz | Eleito Prefeito Municipal                                                     | 1997   | 2000  |
| 35 | José Antônio de Barros Munhoz | Eleito Prefeito Municipal                                                     | 2001   | 2004  |
| 36 | Luís Antônio da Fonseca       | Assumiu enquanto Vice-Prefeito                                                | 2003   | 2003  |
| 37 | Antônio Hélio Nicolai         | Eleito Prefeito Municipal                                                     | 2005   | 2008  |
| 38 | Antônio Carlos Martins        | Assumiu enquanto Vice-Prefeito                                                | 2006   | 2007  |
| 38 | Antônio Hélio Nicolai         | Eleito Prefeito Municipal                                                     | 2009   | 2012  |
| 39 | Antônio Carlos Martins        | Assumiu enquanto Vice-Prefeito                                                | 2008   | 2008  |
| 40 | José Natalino Paganini        | Eleito Prefeito Municipal                                                     | 2013   | 2016  |
| 41 | Décio da Rocha Carvalho       | Assumiu enquanto Presidente da Câmara                                         | 2016   | 2016  |
| 42 | José Natalino Paganini        | Eleito Prefeito Municipal                                                     | 2017   | 2020  |
| 43 | Antônio Hélio Nicolai         | Eleito Prefeito Municipal                                                     | 2021   | 2024  |
| 44 | Antônio Hélio Nicolai         | Eleito Prefeito Municipal                                                     | 2025   | 2028  |

### Cidades-irmãs
- Mogi Guaçu
- Mogi Mirim

## Infraestrutura

### Comunicações
O sistema de telefones automáticos foi inaugurado na cidade pela Companhia Telefônica Brasileira (CTB) em 1970. Já o sistema de discagem direta à distância (DDD) foi implantado em 1978 pela Telecomunicações de São Paulo (TELESP) com o código de área (0192).
Na década de 90 o código DDD da cidade foi alterado para (019), para padronização do sistema telefônico com a telefonia celular que estava sendo implantada em todo o estado.

## Cultura e lazer
Asa Delta
A 1 240 metros de altitude, a plataforma, no alto do morro do Cruzeiro, está situada em um dos mais belos locais da região. Tem acesso parcialmente pavimentado a partir da rodovia SP-352, no bairro de Barão Ataliba Nogueira. É a única plataforma de voo livre no estado de São Paulo homologada pelo Departamento de Aviação Civil (DAC) do Ministério da Aeronáutica. Sedia, regularmente, campeonatos de voo livre e encontros de radioamadoristas.
Barão - Eleutério
Igreja e praça da Vila Barão de Ataliba Nogueira. O coreto e a igreja da Vila de Eleutério são algumas das construções históricas do bairro.
Cachoeiras
Cachoeiras das Duas Pontes. Acesso pela estrada Virgolino de Oliveira. Corredeiras do Rio do Peixe no bairro da Ponte Nova. Próprias para a prática da canoagem, têm acesso pela rodovia Itapira-Lindoia.
Casa da Cultura
Casa da Cultura João Torrecillas Filho, no parque Juca Mulato. Abriga a biblioteca municipal Mário da Fonseca Filho, sala de pesquisas, um auditório e área para exposições
Casa Menotti Del Picchia
Inaugurada em 1987 em homenagem ao poeta, a casa Menotti Del Picchia, localizada no parque Juca Mulato, abriga significativo acervo literário, artístico e pessoal do escritor, assim como o mobiliário de seu escritório particular. Um de seus poemas mais famosos, Juca Mulato, foi escrito e publicado em Itapira em 1917.
Morro do Gravi - Revolução Constitucionalista de 1932
Localizado na estrada velha Itapira-Mogi Mirim, é um ponto histórico que foi palco de violenta e sangrenta batalha. Possui monumento onde homenagens são prestadas anualmente, no mês de julho, aos combatentes. A revolução Constitucionalista de 1932 foi o maior movimento armado em solo paulista e brasileiro no século XX. Em Itapira, parte da história da revolução de 1932 está presente no museu Municipal Histórico e Pedagógico '"Comendador Virgolino de Oliveira, no parque Juca Mulato, em exposições permanentes e em mostras especiais. Um dos mais marcantes momentos da revolução de 1932 aconteceu em Itapira, durante os combates entre as tropas paulistas e mineiras. Os soldados revolucionários, entre eles diversos itapirenses, resistiram ao avanço dos invasores.
Museu Municipal Histórico e Pedagógico "Comendador Virgolino de Oliveira"
Instalado desde 1972 no interior do parque Juca Mulato, possui acervo variado com peças, documentos, livros, pinacoteca e um acervo referente à revolução Constitucionalista de 1932. O museu, anteriormente pertencente ao governo do estado de São Paulo, foi municipalizado. Seu patrono, o comendador Virgolino de Oliveira, foi personalidade destacada na história de Itapira, como político e como um dos principais industriais do município.
Museu de História Natural - Hortêncio Pereira da Silva Júnior
Situado em frente ao parque Juca Mulato e inaugurado em 1999, o museu é pioneiro em Itapira e região. Desde o seu funcionamento, vem despertando grande interesse da população e, em especial, dos estudantes do município, que têm nele uma fonte viva de conhecimento e pesquisa. Seu acervo conta com uma coleção entomológica de mil espécies, coleção em via úmida (órgãos e fetos de animais), crânios e esqueletos. Conta, ainda, com animais taxidermizados, tais como peixes, anfíbios, répteis, aves e mamíferos.
Parque Juca Mulato
Numa homenagem ao poema de Menotti Del Picchia, o parque Juca Mulato é uma das principais atrações turísticas da cidade e uma das maiores áreas verdes urbanas da região. Todo arborizado, o parque possui dois museus, um playground e aviário. Possui vista panorâmica de boa parte da cidade e para as montanhas do sul de Minas Gerais e do circuito das Águas. O parque abriga a casa de Menotti Del Picchia, o museu Municipal Histórico e Pedagógico Comendador Virgolino de Oliveira e as construções históricas do primeiro serviço de abastecimento de água do município.

### Esportes

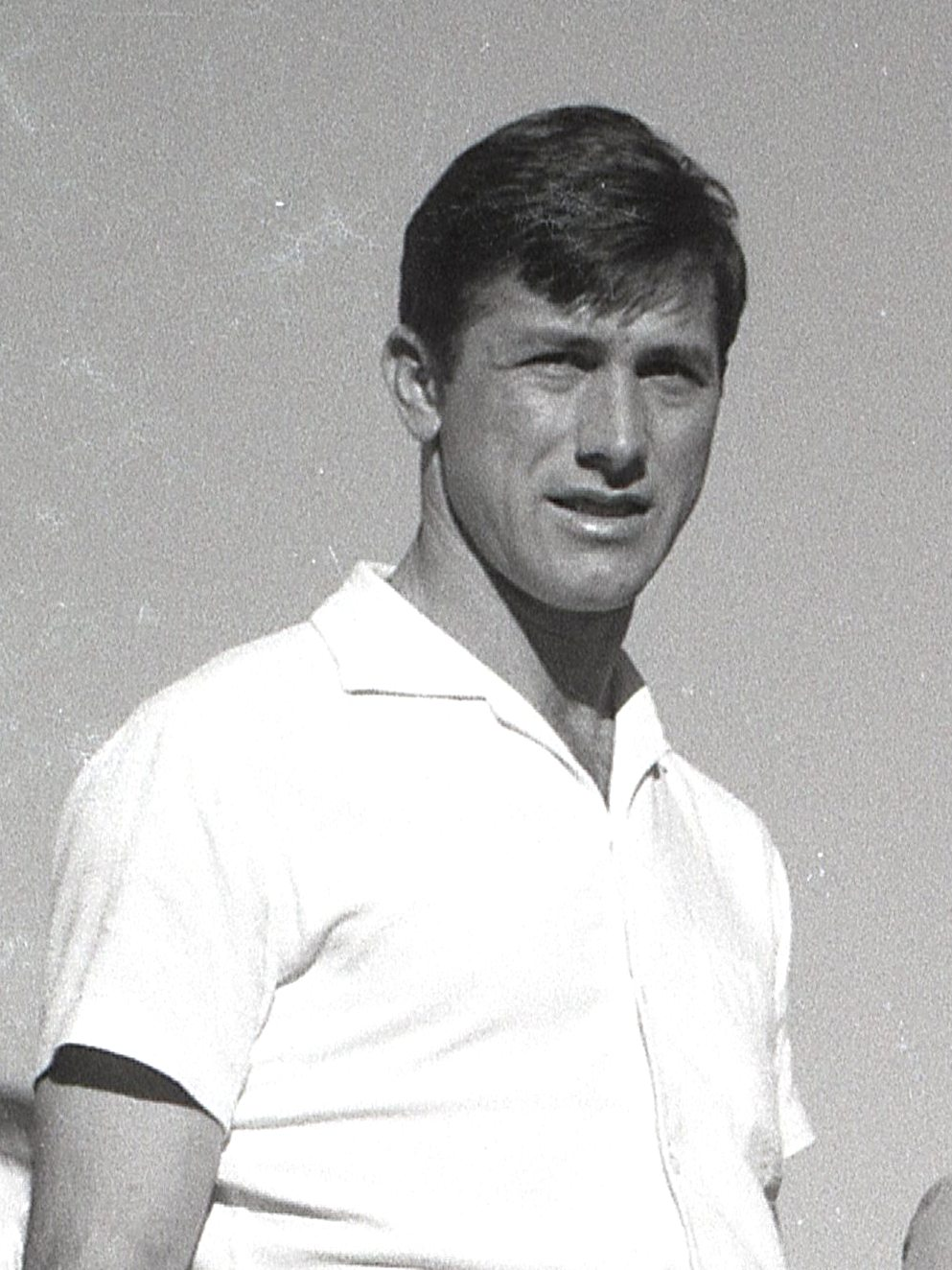
Bellini

O município de Itapira investe bastante no seu futebol. O time da Sociedade Esportiva Itapirense disputa atualmente a série A-3 do Campeonato Paulista. As categorias de base não revelaram nenhum jogador de importância. O estádio municipal se chama Coronel Francisco Vieira, também conhecido como "Chico Vieira", com capacidade para 6 000 pessoas.
O capitão Bellini, campeão mundial com a Seleção Brasileira em 1958 e 1962 foi revelado na Itapirense em 1946. Atuou em diversos times, como Vasco e São Paulo. O capitão eternizou o gesto de levantar a taça acima da cabeça, quando fez pela primeira vez na conquista da Copa do Mundo de 1958.
Bellini sofria de mal de Alzheimer há dez anos, vindo a falecer em 20 de março de 2014 em São Paulo, aos 83 anos. Foi enterrado em Itapira, onde foi recebido com homenagens de todos Itapirenses e demais autoridades presentes.

## Religião
O Cristianismo se faz presente na cidade da seguinte forma:

### Igreja Católica

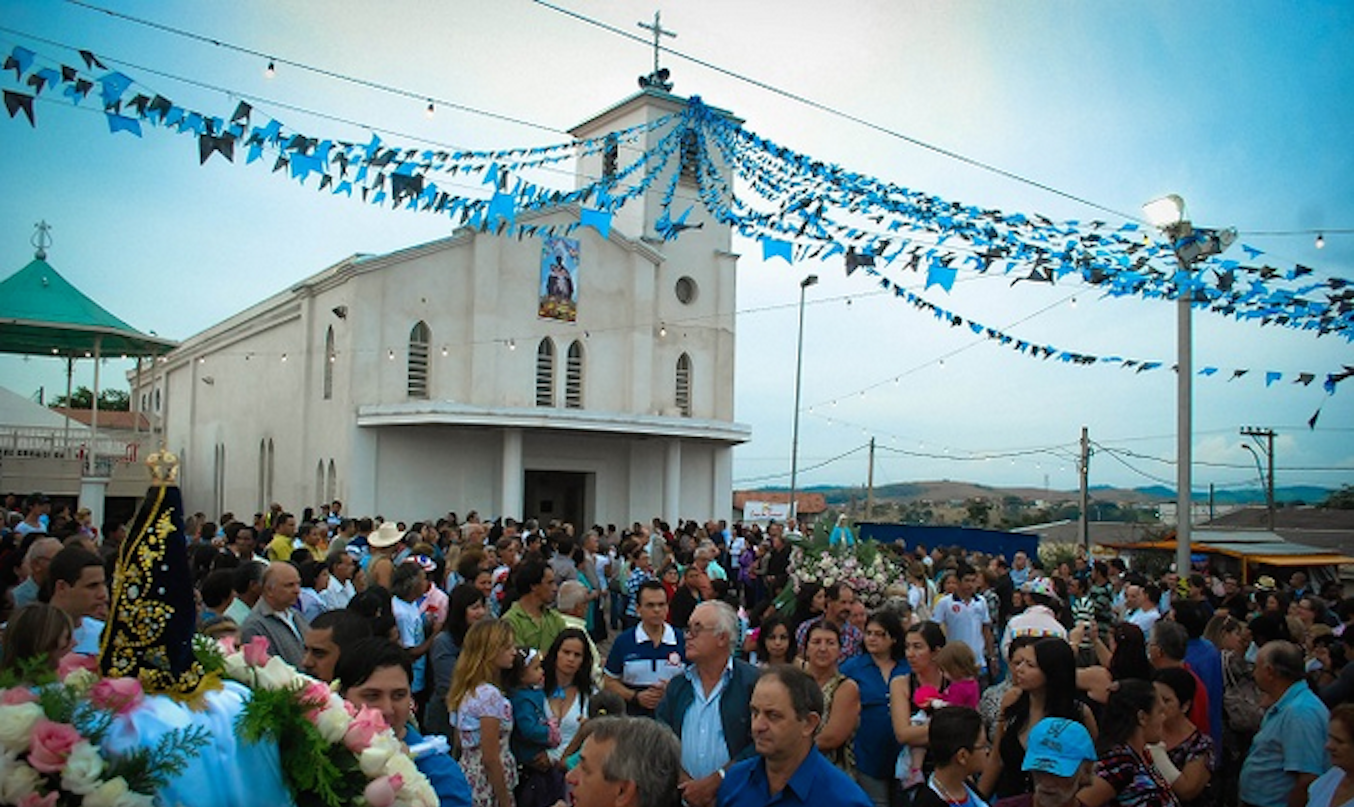
Paróquia São Benedito de Itapira, durante as comemorações da Festa de Maio.

O município pertence à Diocese de Amparo, e forma sozinho a Forania de Nossa Senhora da Penha. Tem como padroeira Nossa Senhora da Penha, cuja comemoração, no dia 8 de setembro, é feriado municipal.
É realizada anualmente em Itapira a popular Festa de Maio, em louvor a São Benedito e à abolição da escravidão. Normalmente ocorre desde o começo do mês até o dia 13. É comum que nestes dias o município receba entre 30 e 80 mil pessoas, que participam das festividades. O dia é feriado municipal e conta com amplo cronograma religioso, missas solenes e procissões. Desde as 5h30 há a missa de alvorada, e às 09h00 acontece a tradicional Procissão da Corte, com saída da Rua Orestes Pucci e seguindo pelas ruas José Bonifácio, Comendador João Cintra e chegada ao Largo São Benedito. No fim da tarde, os fiéis voltam a se reunir para a procissão de encerramento.
A cidade possui atualmente seis paróquias, todas listadas abaixo:
- Paróquia Nossa Senhora Aparecida dos Prados
- Paróquia Santa Rita de Cássia
- Paróquia Santo Antônio
- Paróquia Nossa Senhora da Penha
- Paróquia São Benedito
- Paróquia São Judas Tadeu

### Igrejas Evangélicas

#### Igreja Presbiteriana

Igreja Presbiteriana.

A Igreja Presbiteriana de Itapira foi uma das primeiras igrejas a aparecer como fruto do trabalho presbiteriano na região de Campinas. Há uma grande divergência sobre a data de organização da Igreja, existem registros que apontam para o ano de 1874, outros para o ano de 1875 e aquilo que poderia ser chamado de “termo de abertura” do primeiro livro de Atas do Conselho aponta para o ano de 1876.
A data mais aceita é 1874 e para comprovar tal tese é necessário recorrer às informações do Reverendo Júlio Andrade Ferreira que diz o seguinte:
“A 13 de Janeiro de 1872, uma reunião se deu na cidade de Campinas, em atenção à ordem da Assembléia Geral dos Estados Unidos, e havia, presentes, os seguintes ministros: Rev. Senhores C. Nash Morton, E. Lane, James R. Baird, e W.C. Emerson, e bem assim os presbíteros regentes W. P. Mcfadden e J. Mc F. Gaston, os quais procederam à organização do Presbitério de São Paulo” “A primeira mesa ficou assim constituída: Rev. G. Nash Morton – moderador; Dr. J. M. Gaston – secretário temporário; Dr. Eduardo Lane – secretário permanente”. (FERREIRA, 1992, p. 166-167).
Após a organização desse presbitério, que esteve vinculado por algum tempo ao sínodo da Virgínia, aconteceram 03 reuniões entre os anos de 1872 a 1874, na quarta reunião ocorrida em junho de 1874, na cidade de Santa Bárbara, a igreja de Itapira foi arrolada, como se observa pela citação abaixo:
“A reunião de 1874, em junho, ainda em Santa Bárbara, se dá de novo sem a presença de Morton, e desta vez também de Emerson. É arrolada a Igreja da Penha (= Itapira)...”(ibid.)
Conclui-se, portanto, que no primeiro semestre de 1874, a Igreja de Itapira já havia sido organizada, sendo arrolada somente no mês de Junho daquele ano. Examinado o primeiro livro de atas da Igreja percebe-se uma estruturação redacional diferente daquela que é convencional nos dias hodiernos. Nas primeiras páginas percebe-se o registro do rol de membros, com suas respectivas idades e nacionalidades, e aquilo que poder-se-ia chamar de ata propriamente dita é datada de 18 de Julho de 1875.

#### Outras denominações
- Assembleia de Deus Ministério do Belém.[28][29]
- Congregação Cristã no Brasil.[30]
- Igreja Presbiteriana Independente do Brasil.[31]